# Свети Георги (Пейзаново)
Вижте пояснителната страница за други значения на Свети Георги.
„Свети Георги“ (на гръцки: Αγίου Γεωργίου) е възрожденска църква в солунското село Пейзаново (Асвестохори), Гърция, част от Неаполската и Ставруполска епархия.
Църквата е построена най-вероятно към 1800 година. Според други данни храмът е от 1867 година. Строителен надпис не е запазен, но архитектурните особености и датировките на иконите на иконостаса в първото десетилетие на ΧΙΧ век навеждат към тази датировка на храма. В 1885 година е добавена величествена камбанария. В 1867 година църквата е разширена на запад както се вижда от вътрешната колонада и надписа на вътрешния вход. Представлява трикорабна базилика с женска църква. Иконостасът е рисуван през 1812 г. и е отличен образец на дърворезбарско изкуство. Иконите и полилея са от същата епоха.
В 1983 година църквата е обявена за паметник на културата.